# Mendoyo
Mendoyo ist ein Distrikt (Kecamatan) im Regierungsbezirk (Kabupaten) Jembrana der indonesischen Provinz Bali. Der Distrikt ist der flächenmäßig größte im Kabupaten (35 %). Er grenzt im (Süd-)Westen an den Kecamatan Jembrana, im (Süd-)Osten an Pekutatan sowie im Norden an den Kecamatan Gerokgak (Kab. Buleleng). Die Balisee mit ihrer etwa 15 km langen Küstenlinie bildet im Süden eine natürliche Grenze.

## Verwaltungsgliederung
Mendoyo gliedert sich in zehn Desa, ein Kelurahan sowie 69 Banjar Dinas/Lingkungan und 83 Banjar Adat.
| Kode PUM 1    | Dorf 2                  | Fläche (km²) Ende 2021 | Einwohner Census 2010 | Einwohner Census 2020 | Einwohner Ende 2021 | Dichte Einw. pro km² |
| ------------- | ----------------------- | ---------------------- | --------------------- | --------------------- | ------------------- | -------------------- |
| 51.01.02.2001 | Mendoyo Dauh Tukad      | 9,12                   | 4.274                 | 5.478                 | 6.053               | 663,7                |
| 51.01.02.2002 | Pohsanten               | 21,37                  | 6.359                 | 7.550                 | 7.478               | 349,9                |
| 51.01.02.2003 | Mendoyo Dangin Tukad000 | 3,52                   | 2.627                 | 3.224                 | 3.298               | 936,9                |
| 51.01.02.2004 | Pergung                 | 22,07                  | 4.143                 | 5.032                 | 5.236               | 237,3                |
| 51.01.02.2005 | Delodberawah            | 3,23                   | 1.904                 | 2.247                 | 2.323               | 719,2                |
| 51.01.02.1006 | Tegalcangkring          | 20,50                  | 6.811                 | 8.216                 | 8.354               | 407,5                |
| 51.01.02.2007 | Penyaringan             | 51,19                  | 8.451                 | 9.995                 | 10.273              | 200,7                |
| 51.01.02.2008 | Yehembang               | 36,57                  | 7.078                 | 8.469                 | 8.649               | 236,5                |
| 51.01.02.2009 | Yeh Sumbul              | 15,68                  | 6.357                 | 7.504                 | 7.852               | 500,8                |
| 51.01.02.2010 | Yehembang Kauh          | 83,38                  | 4.568                 | 5.403                 | 5.651               | 67,8                 |
| 51.01.02.2011 | Yehembang Kangin        | 38,84                  | 3.650                 | 4.418                 | 4.483               | 115,4                |
| 51.01.02      | Kec. Mendoyo            | 305,47                 | 56.222                | 67.536                | 69.653              | 228,0                |
Ergebnisse aus Zählungen: 2010 und 2020 bzw. Fortschreibung

## Bevölkerung

### Bevölkerungsentwicklung der letzten drei Halbjahre
| Datum      | Fläche (km²) | Einwohner | männlich | weiblich | Dichte (Einw./km²) | Sex Ratio m*100/w |
| ---------- | ------------ | --------- | -------- | -------- | ------------------ | ----------------- |
| 31.12.2020 | 305,38       | 70.910    | 35.407   | 35.503   | 232,2              | 99,7              |
| 30.06.2021 | 305,38       | 70.921    | 35.415   | 35.506   | 232,2              | 99,7              |
| 31.12.2020 | 305,00       | 69.653    | 34.776   | 34.877   | 228,4              | 99,7              |
Fortschreibungsergebnisse